# Iwona Pyżalska
Iwona Pyżalska (29 de abril de 1973) es una deportista polaca que compitió en piragüismo en la modalidad de aguas tranquilas. Ganó dos medallas de plata en el Campeonato Mundial de Piragüismo de 2005, y tres medallas en el Campeonato Europeo de Piragüismo entre los años 2002 y 2005.

## Palmarés internacional
| Campeonato Mundial | Campeonato Mundial | Campeonato Mundial | Campeonato Mundial |
| Año                | Lugar              | Medalla            | Competición        |
| ------------------ | ------------------ | ------------------ | ------------------ |
| 2005               | Zagreb (Croacia)   | Medalla de plata   | K4 200 m           |
| 2005               | Zagreb (Croacia)   | Medalla de plata   | K4 500 m           |
| Campeonato Europeo |                    |                    |                    |
| Año                | Lugar              | Medalla            | Competición        |
| 2002               | Szeged (Hungría)   | Medalla de bronce  | K4 1000 m          |
| 2004               | Poznań (Polonia)   | Medalla de plata   | K2 1000 m          |
| 2005               | Poznań (Polonia)   | Medalla de oro     | K4 1000 m          |